# Her Little Pet
Her Little Pet è un cortometraggio muto del 1913 diretto da Frank Wilson.

## Trama
Un cane da pastore si mette sulle tracce del terrier perduto dell'ex fidanzata del suo padrone.

## Produzione
Il film fu prodotto dalla Hepworth.

## Distribuzione
Distribuito dalla Hepworth, il film - un cortometraggio di 137 metri - uscì nelle sale cinematografiche britanniche nel giugno 1913.
Si conoscono pochi dati del film che, prodotto dalla Hepworth, fu distrutto nel 1924 dallo stesso produttore, Cecil M. Hepworth. Fallito, in gravissime difficoltà finanziarie, il produttore pensò in questo modo di poter almeno recuperare il nitrato d'argento della pellicola.